# St. Kamillus (Neuss)
Koordinaten: 51° 11′ 44,9″ N, 6° 40′ 12,7″ O
St. Kamillus ist eine römisch-katholische Filialkirche in Neuss. Die Kirche liegt im Stadionviertel am Glehner Weg 41.

## Geschichte
Bereits 1910 ließ der Kamillianer-Orden an dieser Stelle ein Pflegeheim und eine dazugehörige Klosteranlage errichten. Nach den Zerstörungen im Zweiten Weltkrieg wurde 1947 zunächst eine Notkirche gebaut, die 1973 der heutigen Kamilluskirche weichen musste. Diese wurde vom Architekten Wilhelm Schlombs geplant und am 8. September 1973 geweiht. Seit dem Weggang der letzten Patres 1997 ist sie Filialkirche der Pfarrei St. Marien.

## Ausstattung
Der Innenraum der Kirche erinnert an ein schützendes Zelt. Die dominierenden Farben sind ein warmer Rotton und Orange, die dominierenden Materialien sind die roten Klinker, das Holz der Decke und das Buntglas der Fenster. Sie bewirken zusammen ein Gefühl von Geborgenheit und Schutz. Die von Dieter Hartmann geschaffenen Fenster zeigen in 14 Stationen den Kreuzweg. Im kleinen Turm hängen zwei Glocken (Kamillus- und Marienglocke), die 1973 von Petit & Gebr. Edelbrock gegossen wurden.

## Bibelgarten
Seit 2010 existiert rund um die Kirche ein großzügiger Bibelgarten. Viele Pflanzen, die in den Evangelien erwähnt werden, sind dort angepflanzt zusammen mit kleinen Schildern, die auf die entsprechende Bibelstelle hinweisen.

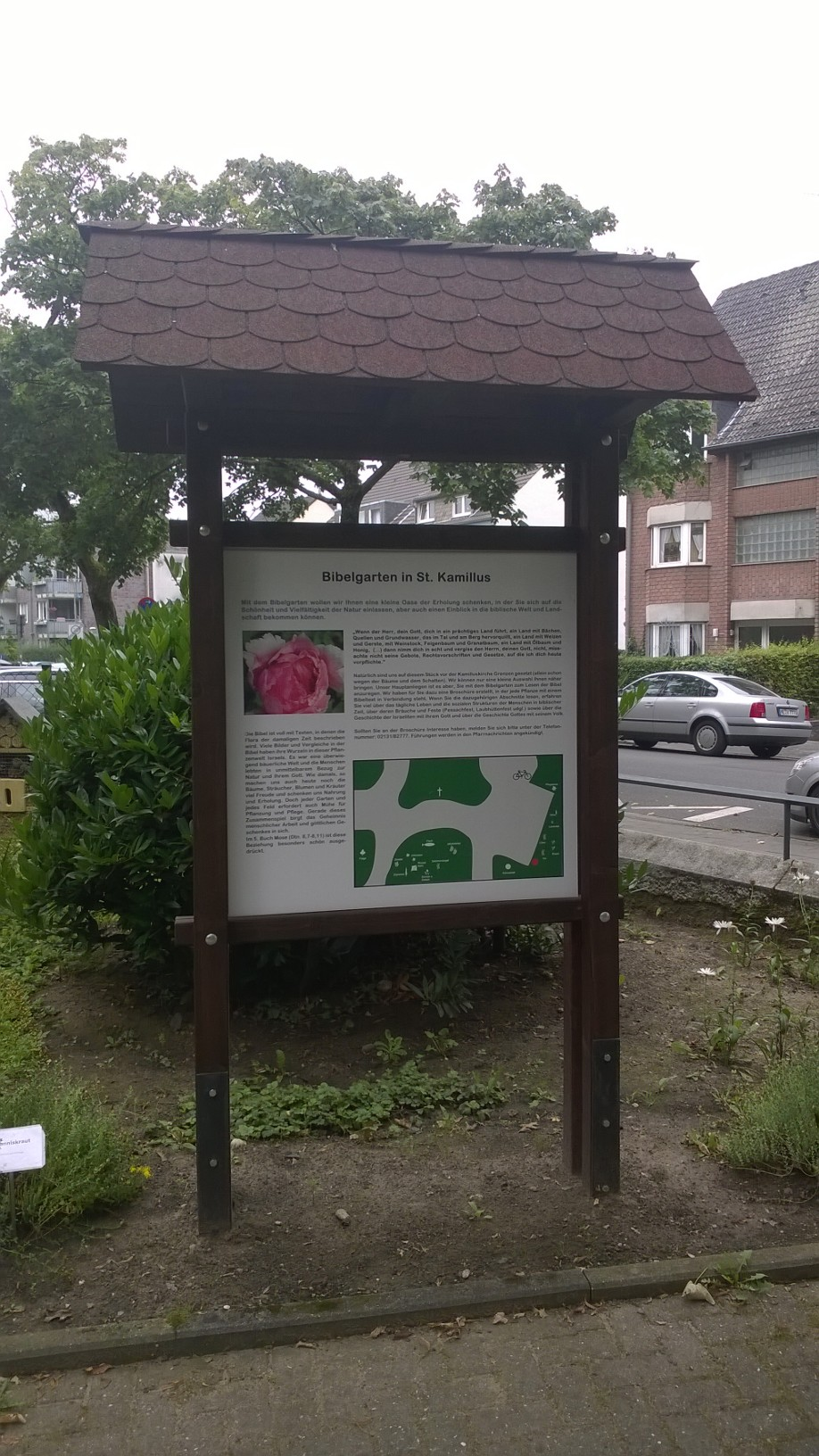
Tafel zum Bibelgarten
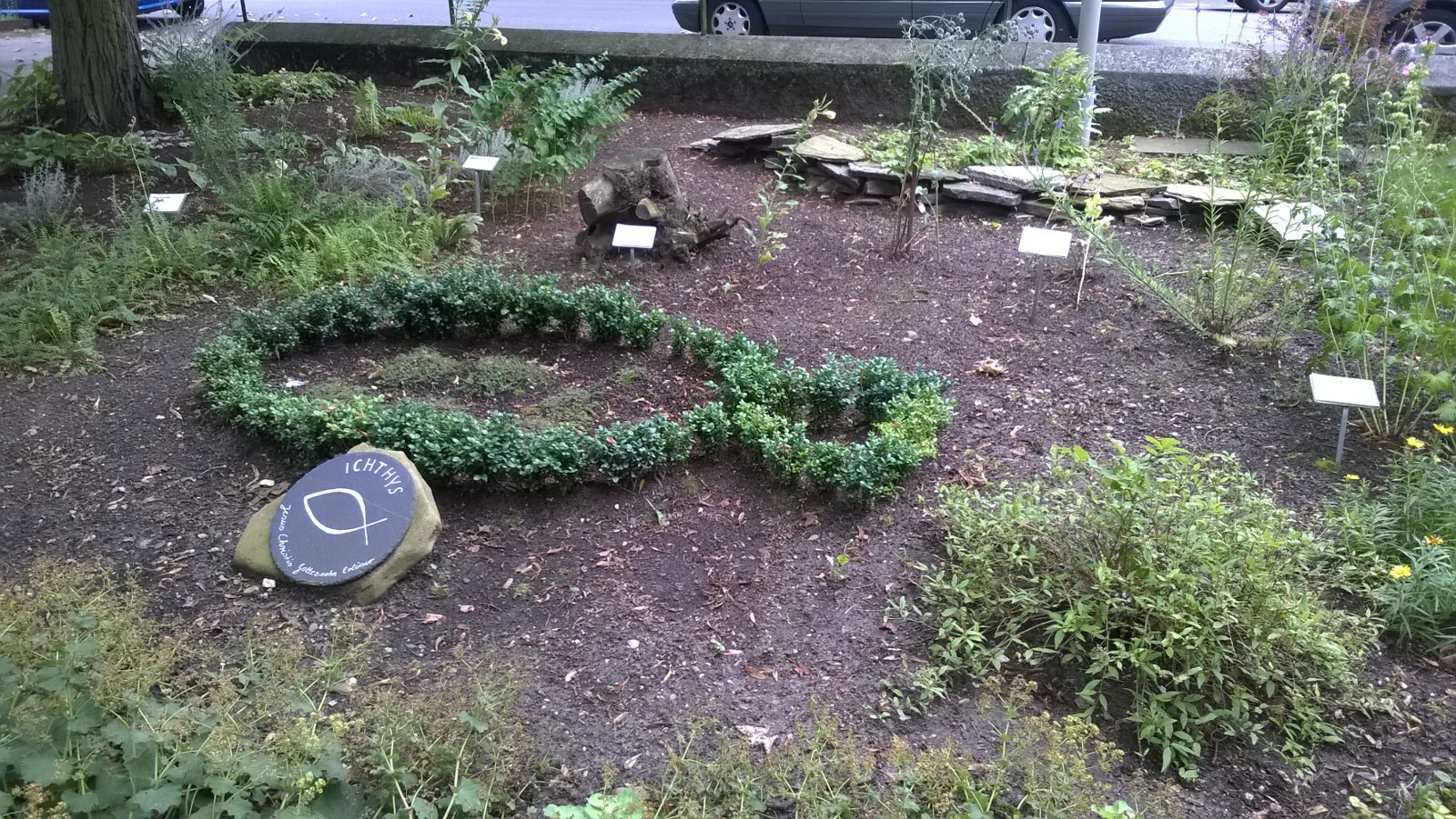
Blick auf den Fisch im Bibelgarten